# Parafia Świętego Ducha w Stargardzie
Parafia pw. Świętego Ducha w Stargardzie – rzymskokatolicka parafia należąca do dekanatu Stargard Zachód, archidiecezji szczecińsko-kamieńskiej, metropolii szczecińsko-kamieńskiej. Erygowana 20 maja 1945 roku.